# Jimmie Ward
(en) Statistiques sur pro-football-reference
James « Jimmy » Ward, né le 18 juillet 1991 à Racine au Wisconsin, est un joueur américain de football américain évoluant au poste de safety.
Il a joué pour la franchise des 49ers de San Francisco dans la National Football League (NFL) de 2014 à 2022 avant de rejoindre les Texans de Houston en 2023.

## Biographie

### Carrière universitaire
Il étudie à l'université du Nord de l'Illinois et joue dans la NCAA Division I FBS pour les Huskies de Northern Illinois de 2010 à 2013.

### Carrière professionnelle
Il est sélectionné en 30e choix global lors du premier tour de la Draft 2014 de la NF par les 49ers de San Francisco.

#### Saison 2014
À sa première année dans la NFL, il participe à la moitié des matchs des 49ers de San Francisco. En huit matchs, il cumule 19 plaquages et deux passes déviées.